# Šilka (città)
Šilka è una città della Russia siberiana sudorientale (kraj Zabajkal'skij), situata nella valle del fiume omonimo 248 km a est del capoluogo Čita; è il capoluogo amministrativo del Šilkinskij rajon.

## Società

### Evoluzione demografica
Fonte: http://www.mojgorod.ru/chitinsk_obl/shilka/index.html
- 1959: 16.800
- 1970: 16.100
- 1989: 18.100
- 2007: 14.300